# No Escape (jeu vidéo)
Pour les articles homonymes, voir No Escape.
No Escape est un jeu vidéo d'action et de plates-formes développé par Bits Corporation et édité par Sony Imagesoft, sorti en 1994 sur Mega Drive et Super Nintendo. Il est basé sur le film Absolom 2022.